# Sneaker Blues
《Sneaker Blues》，日本男歌手近藤真彥的出道（第1張）單曲。1980年12月12日發行。是近藤的代表作之一和銷量最高的單曲。

## 簡介
演員出道演出TBS系電視劇《3年B組金八先生》一炮而紅的近藤真彥，在1980年12月作為歌手出道發行這張單曲，《Sneaker Blues》同時被用作近藤主演的電影《青春塗鴉 Sneaker Blues》的主題曲。
單曲發行首週即在Oricon公信榜取得冠軍，並蟬聯五個星期冠軍。近藤成為史上首位出道單曲初登場獲得Oricon冠軍的歌手。單曲最終在Oricon統計總銷量超過100萬張，近藤真彥銷量最高的單曲作品。也是近藤所屬的傑尼斯事務所旗下的藝人首次取得Oricon百萬銷量單曲。是1981年度日本單曲銷量第3位，1980年代十年間日本單曲銷量第9位。
在TBS音樂節目《The Best Ten》上連續4個星期佔據冠軍歌曲的位置，連續13個星期保持在前十位。高踞《The Best Ten》1981年度年終榜第9位。

## 收錄曲目
1. Sneaker Blues（スニーカーぶる～す）　
  - 作詞：松本隆；作曲：筒美京平；編曲：馬飼野康二

東寶電影田原三重唱超大熱系列第1彈《青春塗鴉 Sneaker Blues》的主題曲
2. 本牧鼠（ホンモク・ラット）
  - 作詞：伊達步；作曲：筒美京平；編曲：戶塚修